# Městský ústav ochrany památek Bratislava
Městský ústav ochrany památek Bratislava (slovensky: Mestský ústav ochrany pamiatok Bratislava) je slovenská instituce, která se zabývá památkovou péčí, ochranou a dokumentací kulturních památek v Bratislavě. Předchůdcem ústavu byla Mestská správa pamiatkovej starostlivosti a ochrany prírody, založena v roce 1968, která se v roce 1992 transformovala do dnešního ústavu.
Ústav vytváří památkové dokumenty a analýzy, odborně dohlíží na rekonstrukce památkových objektů a provádí archeologický výzkum. Vede evidence a databáze pamětihodností hlavního města.